# 塞文河畔阿普頓
塞文河畔阿普頓（英語：Upton-upon-Severn），本地人將之簡稱為「阿普頓」，是英格蘭伍斯特郡莫爾文山區的小鎮以及民政教區。據2011年人口普查，常住人數為2,881，是該郡人口最低的市鎮。該鎮位於塞文河西岸，距離莫尔文東南方5英里（8.0）處。

## 知名人士
- 約翰·迪伊，16世紀數學家、天文學家、占星學家。
- 奈杰尔·曼塞尔，活躍於1980年代至1990年代初的知名一級方程式車手。

## 外部連結
- Town Council （页面存档备份，存于）
- Upton community website （页面存档备份，存于）